# Per Elias
Per Erik Elias, född 2 mars 1951, är en svensk medicinsk forskare. Han är professor emeritus i medicinsk och fysiologisk kemi vid Göteborgs universitet.